# SBC (航空機)
XF12C / XS4C /SBC ヘルダイヴァー
飛行するSBC-3 0571号機
(第3偵察飛行隊所属、1939年撮影)
- 用途：偵察機、急降下爆撃機
- 分類：艦上爆撃機
- 製造者：カーティス・ライト
- 運用者

  -  アメリカ合衆国（アメリカ海軍、海兵隊）
  -  イギリス（イギリス空軍）
  -  フランス（フランス海軍）
- 初飛行：1935年12月9日
- 生産数：257機
- 生産開始：1938年
- 運用開始：1938年
- 退役：1943年
- 運用状況：退役

SBC ヘルダイヴァー（Curtiss-Wright SBC Helldiver ）は第二次世界大戦の前にカーチス社が開発した艦上偵察爆撃機である。
愛称の「ヘルダイヴァー (Helldiver)」はカイツブリの意で、社ではF8Cから使われている二代目だが、本機の成功によりこの名は急降下爆撃機の代名詞になった。

## 概要
当初はパラソル単葉の艦上複座戦闘機XF12C-1（シリアル9225）として開発され、1933年に初飛行した。XF12C-1は同年12月に偵察任務に変更されてXS4C-1と改称し、さらに1ヶ月後に艦上爆撃機としてXSBC-1の名が与えられた。しかしパラソル式の主翼は急降下爆撃には不適であり、テスト中に破損したため、複葉に改めたXSBC-2が同じシリアルで作られた。XSBC-2は複葉機ながら金属製の胴体と引き込み脚を有しているのが特徴で、原型機は1935年に初飛行した。
その後エンジンの換装等の改良を経て、量産機は1937年から部隊配備された。しかし、配備時にはより近代的だったBTやSB2Uが実用化されており、SBCの多くは後方任務で使用された。
第二次世界大戦が勃発すると、海軍予備役にあった機体50機をフランス海軍へ輸出することとなったがフランスの降伏までに納品が間に合わず、一部の機体はイギリス空軍が引き取って「クリーブランドMk.I」の名称で地上訓練機として使用された。
太平洋戦争開戦時には180機程がアメリカ海軍に在籍しており、アメリカ陸軍・海軍における最後の複葉実戦機として1942年頃まで使用された。

## スペック
- 全長：8.64 m
- 全幅：10.36 m
- 全高：3.84 m
- 全備重量：3,211 kg
- エンジン：ライト R-1820-34 空冷星型9気筒 950hp×1
- 最大速度：381 km/h
- 実用上限高度：7,750 m
- 航続距離：950 km
- 武装
  - 爆弾 452 kg
  - 7.62mm機関銃×2
- 乗員 2名

## 参考図書
- Swanborough, Gordon and Bowers, Peter M.United States Navy Aircraft Since 1911. Annapolis, MD: Naval Institute Press, 1976. ISBN 0-87021-968-5.